# Доктор Хаус
«До́ктор Ха́ус» (англ. House M.D.) — американський телесеріал про геніального лікаря-діагноста Ґре́ґорі Ха́уса (англ. Gregory House) (Г'ю Лорі англ. James Hugh Calum Laidlaw Laurie) та його команду. Серіал дебютував 16 листопада 2004 року на каналі FOX. Серіал має велику популярність у світі і неодноразово отримував престижні теленагороди. Зокрема, він зібрав найбільшу кількість телеглядачів за підсумками 2008 року — за кожним епізодом серіалу спостерігало в середньому 81,8 млн із 1,6 млрд глядачів у 66 країнах світу.
Уперше в Україні трансляція першого сезону серіалу розпочалася 24 липня 2007  на телеканалі ICTV, однак через погані рейтинги канал невдовзі припинив покази серіалу. Переклад українською першого сезону для ICTV здійснила компанія «Так Треба Продакшн».
Згодом стало відомо, що телеканал СТБ викупив українські права на показ серіалу у ICTV. Прем'єра першого сезону на телеканалі СТБ розпочалася 7 грудня 2008 року. Для першого сезону СТБ використала українську озвучку серіалу замовлену ICTV у студії «Так Треба Продакшн», однак для решти сезонів телеканал СТБ створив українську озвучку на власній студії.
Згодом серіал 18 лютого 2014 року також дебютував на українському телеканалі К1. Телеканал вирішив не робити власного озвучення українською і показав усі 8 сезонів у озвученні СТБ.

## Загальна інформація
Доктор Хаус (у виконанні англійського актора Г'ю Лорі, що одержав за цю роль «Золотий глобус» в 2006 й 2007 роках, премію «Еммі» в 2005, нагороду Гільдії телеакторів в 2007, 2009 та безліч інших) — блискучий діагност  але через деякі особливості його характеру його не можна назвати улюбленцем пацієнтів і колег — він замкнутий, різкий і цинічний, схильний до мізантропії й бунтарства. Він не поводиться ґречно; і часом здається, що він повністю позбавлений почуття жалю (хоч це не так). Найкраще свідчить про життєву позицію Хауса цитата доктора Форманна: «Він не порушує правила, він їх іґнорує»; а також його улюблене твердження — «Усі брешуть». Як не дивно, саме цей підхід нерідко допомагає йому орієнтуватися у найскладніших і неймовірних випадках, а значить - урятувати життя ще одному пацієнтові.
Його асистенти - молоді й талановиті лікарі : імунолог Елісон Кемерон (Дженніфер Моррісон), невролог Ерік Форман (Омар Еппс) і реаніматолог Роберт Чейз (Джессі Спенсер). У четвертому сезоні з'являться нові асистенти: Ремі Хадлі (Тринадцята) (Олівія Вайлд), Лоренс Катнер (Кал Пенн) та Кріс Тауб (Пітер Джекобсон). У сьомому сезоні з'являється (але не лишається надовго) нова асистентка Марта М. Мастерс (Ембер Темблін), яка ще навчається у медичному інституті. У восьмому сезоні з'являються нові асистентки: Чі Парк (Шарлін Йі) та колишній тюремний лікар Джессіка Адамс (Одет Еннейбл), з якою Хаус познайомився в тюрмі.
Інші його соратники : доктор Джеймс Вілсон (Роберт Шон Леонард), онколог і, можливо, єдиний друг Хауса; доктор Ліза Кадді (Ліза Едельштейн), ендокринолог, завідувач лікарні; а ще дівчина доктора Хауса у сьомому сезоні.
Хаус часто виражає глибоке й укорінене розчарування в людях. Можливо, його уїдливість пояснюється хронічним болем у нозі (інфаркт чотириголового м'яза правого стегна), через що він ходить з паличкою. Хаус постійно вживає вікодин від болю в нозі (і має залежність від нього). Хаус уживає знеболювальне також у випадку, коли якась справа стомлює чи дратує його.

## Зміст
Більшість епізодів починаються поза стінами Принстон-Плейнсборо (англ. Princeton-Plainsboro), клінічної лікарні, де працює Хаус. На початку епізоду, як правило, показані події, які передують прояву симптомів у пацієнта. Протягом епізоду команда лікарів намагається визначити хворобу, що викликає ці симптоми. Команда приходить до діагнозу, використовуючи метод диференціальної діагностики, при цьому Хаус керує обговоренням діагнозу.
Часто хворобу неможливо відразу визначити, тому що пацієнт збрехав про симптоми й обставини, що призвели до невідомої хвороби (наприклад, любовному романі на стороні, про роботу, що викликала хворобу, і т. д.), хоча пацієнт, як правило, не усвідомлює важливості прихованої інформації. У зв'язку із цим Хаус часто говорить «усі брешуть» або «пацієнт бреше» у процесі обговорення.
Небажання Хауса виконувати зобов'язання по роботі в клініці — частий додатковий сюжет серіалу. У клініці Хаус працює з пацієнтами у своїй звичайній ексцентричній і дотепній манері, часто пропонуючи нетрадиційні методи лікування й дивуючи пацієнтів швидкими й точними діагнозами після того, як він, здавалося, практично не звертав на них уваги. Пацієнти із клініки часто стають мішенями фірмової іронії й дотепності Хауса.
Крім цікавих медичних випадків (які залежно від конкретного випадку мають більш-менш реальне медичне підґрунтя), у серіалі розкриваються відносини Хауса зі своїми колегами й друзями. Зі своєю своєрідною життєвою філософією й суперечливою чарівністю, він любить випробовувати людей і спостерігати за ними. Але люди, у свою чергу, теж впливають на характер Хауса, і як він, протиставляючий себе навколишньому, так і вони відкривають при цій взаємодії щось нове для себе.

### Список епізодів
| Сезон | Сезон | Кількість епізодів | Прем'єра першого епізоду | Прем'єра останнього епізоду | Дата виходу DVD | Дата виходу DVD   | Дата виходу DVD   | Рейтинг в США                         |
| Сезон | Сезон | Кількість епізодів | Прем'єра першого епізоду | Прем'єра останнього епізоду | Регіон 1        | Регіон 2          | Регіон 4          | Рейтинг в США                         |
| ----- | ----- | ------------------ | ------------------------ | --------------------------- | --------------- | ----------------- | ----------------- | ------------------------------------- |
|       | 1     | 22                 | 16 листопада 2004        | 24 травня 2005              | 30 серпня 2005  | 27 лютого 2005    | 28 листопада 2005 | 13,3 мільйона глядачів (24-те місце)  |
|       | 2     | 24                 | 13 вересня 2005          | 23 травня 2006              | 22 серпня 2006  | 23 жовтня 2006    | 23 жовтня 2006    | 17,3 мільйона глядачів (10-те місце)  |
|       | 3     | 24                 | 5 вересня 2006           | 29 травня 2007              | 21 серпня 2007  | 19 листопада 2007 | 19 вересня 2007   | 19,4 мільйона глядачів (7-ме місце)   |
|       | 4     | 16                 | 25 вересня 2007          | 19 травня 2008              | 19 серпня 2008  | 27 жовтня 2008    | 20 серпня 2008    | 17,6 мільйона глядачів (7-ме місце)   |
|       | 5     | 24                 | 16 вересня 2008          | 11 травня 2009              | 25 серпня 2009  | 9 листопада 2009  | 30 вересня 2009   | 13,45 мільйона глядачів (16-те місце) |
|       | 6     | 22                 | 21 вересня 2009          | 17 травня 2010              | 31 серпня 2010  | 27 вересня 2010   | 19 серпня 2010    | 12,67 мільйона глядачів (21-ше місце) |
|       | 7     | 23                 | 20 вересня 2010          | 23 травня 2011              | 30 серпня 2011  | 26 вересня 2011   | 30 серпня 2011    | 10,3 мільйона глядачів (42-ге місце)  |
|       | 8     | 22                 | 3 жовтня 2011            | 21 травня 2012              | TBA             | TBA               | TBA               | 8,69 мільйона глядачів (58-ме місце)  |

### Головні герої
| Ім'я персонажу                 | Ім'я актора        | Посада                                                                 | Сезон            | Сезон            | Сезон            | Сезон            | Сезон            | Сезон            | Сезон                              | Сезон            |
| Ім'я персонажу                 | Ім'я актора        | Посада                                                                 | 1                | 2                | 3                | 4                | 5                | 6                | 7                                  | 8                |
| ------------------------------ | ------------------ | ---------------------------------------------------------------------- | ---------------- | ---------------- | ---------------- | ---------------- | ---------------- | ---------------- | ---------------------------------- | ---------------- |
| Доктор Грегорі Хаус            | Г'ю Лорі           | Начальник відділу діагностики                                          | В головних ролях | В головних ролях | В головних ролях | В головних ролях | В головних ролях | В головних ролях | В головних ролях                   | В головних ролях |
| Доктор Ліза Кадді              | Ліза Едельштейн    | Ендокринолог, Завідувач лікарні                                        | В головних ролях | В головних ролях | В головних ролях | В головних ролях | В головних ролях | В головних ролях | В головних ролях                   |                  |
| Доктор Ерік Форман             | Омар Еппс          | Невролог, лікар діагностичної медицини                                 | В головних ролях | В головних ролях | В головних ролях | В головних ролях | В головних ролях | В головних ролях | В головних ролях                   | В головних ролях |
| Доктор Джеймс Вілсон           | Роберт Шон Леонард | Керівник відділу онкології                                             | В головних ролях | В головних ролях | В головних ролях | В головних ролях | В головних ролях | В головних ролях | В головних ролях                   | В головних ролях |
| Доктор Елісон Кемерон          | Дженніфер Моррісон | імунолог, лікар діагностичної медицини                                 | В головних ролях | В головних ролях | В головних ролях | В головних ролях | В головних ролях | Періодично       |                                    | Гість            |
| Доктор Роберт Чейз             | Джессі Спенсер     | Хірург, реаніматолог, Керівник відділу діагностичної медицини          | В головних ролях | В головних ролях | В головних ролях | В головних ролях | В головних ролях | В головних ролях | В головних ролях                   | В головних ролях |
| Доктор Кріс Тауб               | Пітер Джекобсон    | Пластичний хірург, лікар діагностичної медицини                        |                  |                  |                  | В головних ролях | В головних ролях | В головних ролях | В головних ролях                   | В головних ролях |
| Доктор Лоренс Катнер           | Кел Пенн           | Спеціаліст спортивної медицини, лікар діагностичної медицини           |                  |                  |                  | Періодично       | Періодично       |                  |                                    | Гість            |
| Доктор Ремі «Тринадцята» Хадлі | Олівія Вайлд       | Терапевт, лікар діагностичної медицини                                 |                  |                  |                  | В головних ролях | В головних ролях | В головних ролях | Періодично                         | Періодично       |
| Доктор Марта М. Мастерз        | Ембер Темблін      | Кандидат наук, прикладна математика та історія мистецтва студент-медик |                  |                  |                  |                  |                  |                  | В головних ролях (не повний сезон) | Гість            |
| Доктор Джессіка Адамс          | Одет Еннейбл       | Лікар тюремної клініки, лікар діагностичної медицини                   |                  |                  |                  |                  |                  |                  |                                    | В головних ролях |
| Доктор Чі Пак                  | Шарлін Ї           | Невролог, лікар діагностичної медицини                                 |                  |                  |                  |                  |                  |                  |                                    | В головних ролях |

## Медицина в серіалі
Технічний консультант серіалу, доктор Ліза Сандерс, відома своєю медичною колонкою у газеті «Нью-Йорк Таймс». Саме статті Лізи надихнули Пола Аттаназіо, одного з виконавчих продюсерів серіалу, на ідею серіалу про медичне розслідування.
Попри те, що медицина є важливою частиною серіалу, дія звичайно приймає своєрідний детективний характер (зокрема, доктор Хаус практикує незаконне проникнення у будинки пацієнтів у пошуках доказів, які можуть допомогти поставити діагноз).
На початку деяких серій можна побачити декількох персонажів, медичні симптоми яких говорять про те, що можливо їм призначено стати пацієнтами доктора Хауса. І звичайно серйозно хворий виявляється той персонаж, симптоми якого на перший погляд здавалися незначними.
Як і в будь-якому іншому медичному серіалі, в серіалі «Доктор Хаус» можна помітити висячі догори ногами рентгенівські знімки, незрозумілі записи на бланках рецептів, помилки в медичних термінах і навіть таку дивну річ, як бактеріальний вагіноз у роті. Працюючи в діагностичному відділенні, лікарі зазвичай самі проводять лабораторні тести, що вимагають фахової освіти, діагностичні операції й навіть розтини, а також з легкістю поводяться з абсолютно будь-яким діагностичним устаткуванням, що далеко від реальності, але йде на користь видовищності серіалу.
Більшість діагнозів, поставлених командою Хауса, пов'язані з інфекційними, автоімунними, неврологічними захворюваннями або захворюваннями печінки, тобто в основному пов'язані зі спеціалізацією лікарів, що працюють у відділенні діагностичної медицини.
Одне з автоімунних захворювань, вовчак, стало своєрідним рефреном серіалу. Майже в кожному епізоді вовчак згадується як один з передбачуваних діагнозів, імовірно, через велику кількість суперечливих симптомів, характерних для цієї хвороби. В DVD-видання другого сезону серіалу навіть був включений сюжет за назвою «It Could Be Lupus…», змонтований зі сцен, у яких різні лікарі (в основному доктор Кемерон) озвучують припущення про вовчак. В одному з епізодів можна довідатися, що Хаус ховає запас вікодину в книзі, присвяченій вовчаку, виправдовуючи це тим, що книгою ніхто не користується. В епізоді «Краще тобі не знати» нарешті з'являється пацієнт, хворий на вовчак, і Хаус викрикує: «Невже це вовчак?! Мої мрії збулися!».

## Цікаві факти
- Абревіатуру M.D. у назві серіалу можна перекласти не тільки як «доктор медицини» (англ. Doctor of Medicine), але і як «психічно неповноцінний» (англ. mentally deficient). В Італії, наприклад, розшифрували абревіатуру в назві телесеріалу як «терапевтичне відділення» (англ. medical division). На дверях кабінету доктора Хауса написано: Diagnostic Medicine.
- Відповідно до ліцензійної угоди в Росії оригінальна музична тема вступних титрів була замінена музичною темою фінальних титрів.
- У кабінеті доктора Вілсона висять постери фільму Альфреда Гічкока «Запаморочення» і фільму Орсона Уелса «Дотик зла».
- Спеціальність доктора Чейза — інтенсивна терапія (реаніматологія), — маловідома в США, але широко поширена в Австралії, звідки він родом.
- Мотоцикл доктора Хауса — це Honda CBR1000RR Repsol Replica (2005).
- Улюблені телесеріали доктора Хауса: «Самотні серця» і «Головний госпіталь». А актриса Олівія Вайлд у минулому грала в серіалі «Самотні серця» протягом майже цілого сезону. Серед записаних на TiVo доктора Хауса передач можна також відмітити серіал «Чорна Гадюка», одну з головних ролей в якому виконує Г'ю Лорі.
- Першим актором, якого затвердили на роль творці серіалу, був Роберт Шон Леонард.
- Батько і брати Джесі Спенсера — лікарі. Лікарями також були батько Г'ю Лорі і батько Лізи Едельштейн.
- Під час прослуховування Г'ю Лорі думав, що головним персонажем серіалу буде Вілсон, а докторові Хаусу призначена роль його компаньйона.
- Г'ю Лорі заявив, що відчуває провину, отримуючи більше грошей за те, що прикидається лікарем, ніж колись отримував його батько за справжню роботу лікаря.
- Коли Вілсон дзвонить Хаусові, то його телефон грає пісню групи ABBA "Dancing Queen". Для інших дзвінків телефон грає — Hanson «Mmmbop»
- Г'ю Лорі так добре зображав американський акцент, що Браян Сінгер, один з виконавчих продюсерів серіалу, був здивований, дізнавшись про те, що Лорі британець.
- Восьма серія п'ятого сезону присвячена постановнику Роберту Стоверу, який помер від раку.
- Щур доктора Хауса отримав ім'я на честь улюбленого актора Г'ю Лорі, Стіва Маккуїна.
- Браян Сінгер з'являється в епізоді «Спортивна медицина» в ролі режисера, що знімає рекламу.
- Актриса Дженніфер Моррісон — натуральна блондинка, як і Олівія Вайлд.
- Шанувальники серіалу часто звинувачують доктора Хауса в тому, що він тримає тростину не в тій руці (у нього пошкоджена права нога, і він тримає тростину в правій руці). Сам доктор Хаус заявив в одному з епізодів, що йому «подобається тримати тростину не в тій руці». Але права рука не така вже «неправильна». Хаус — правша, а люди з інвалідністю часто воліють тримати тростину в домінуючій руці незалежно від того, яка нога у них пошкоджена. Крім того, тримати тростину в протилежній руці однозначно рекомендується тільки в тому випадку, якщо пошкоджений стегновий суглоб.
- На бейджику, який носить на медичному халаті персонаж Олівії Вайлд, замість прізвища красується напис «Доктор 13».
- Доктор Хаус кілька разів пародіювався в телесеріалі «Клініка», зокрема, в епізоді «Мій будинок» (англ. My House).
- Доктор Хаус живе в будинку під номером 221B, як і його передбачуваний прототип Шерлок Холмс. Вперше це можна відмітити на початку сьомої серії другого сезону.
- У 13-й серії 6-го сезону поруч із ліжком Лізи Кадді лежить книжка «Інес моєї душі» Ізабелі Альєнде.
- У 17-й серії 7-го сезону вступає у фіктивний шлюб з українкою Домінікою Петровою, щоб допомогти їй отримати «ґрін карту», а з нею і право на проживання та роботу в США. Поміж іншого, у 13-й серії 8-го сезону у помешканні Ґреґорі Хауса з'являється портрет Тараса Шевченка коли Ґреґ та Домініка намагаються обманути міграційну службу.
- У кінофільмі Королі вулиць перша поява персонажа Г'ю Лорі відбувається в лікарні, під час якого він поводиться надзвичайно схоже на Ґреґорі Хауса, хоча згодом і виявляється поліцейським.
- У мультику Монстри проти чужих Лорі озвучив Доктора Таргана (Dr. Cockroach Ph.D.).

## Показ серіалу в Україні

### Показ на ICTV та СТБ
Телеканал ICTV придбав права на показ телесеріалу Доктор Хаус в Україні у 2006 році. Головного героя, доктора медицини Хауса, озвучив народний артист України — Юрій Гребельник. Надалі саме «український голос» Ґреґорі Хауса та якість самого перекладу, стали предметом дискусій і нарікань поміж фанатів. Прем'єра показу першого сезону серіалу та телеканалі ICTV під назвою «Хауз — доктор медицини» відбулася 24 липня 2007 року і серіал продовжили транслювати в слоті 14:30 з вівторка по п'ятницю. Невдалий час трансляції негативно відзначилися на рейтингах, що призвело до припинення трансляції вже у серпні 2007 року. На ICTV серіал транслювався в озвученні компанії «Так Треба Продакшн».
Навесні 2008 року телеканал СТБ вирішив викупити права на трансляцію перших двох сезонів серіалу безпосередньо у ICTV (в озвученні ТакТребаПродакшн). СТБ розпочали показ першого сезону 7 грудня 2008 року пілотною серією о 18:00. Що цікаво, пілот особливо не анонсувався додатково, тож велика кількість глядачів не пропустила цей показ  бо була впевнена, що трансляція почнеться 8 грудня, в понеділок (і саме про цю дату був поредній анонс за місяць до старту у профільному виданні Телекритика). Формат трансляції був наступний: близько опівночі — новий епізод, а о 18:12 — повтор. Тут можна констатувати, що канал СТБ не зробив висновків з невдалої політики ICTV: о шостій годині вечора більшість працюючих телеглядачів, ще не вдома, а після 24 години ті ж глядачі вже сплять; і це все при тому, що саме ці люди є цільовою аудиторією. Старт сезону супроводжувався крім сумнівного перекладу і посередньої якості зображення, ще й невідповідністю у послідовності показу епізодів: канал чомусь вирішив показувти серії не хронологічно, тобто після 1-ї серії вони показали 3-тю, тоді 6-ту, 2-гу та 8-му. В подальшому графік трансляції був скорегований і серії почали показувати у хронологічній послідовності. Починаючи з 9 березня 2009 року Доктор Хаус виходить в ефір після головного випуску новин (орієнтовно о 22:20-22:25). Повтор, як і раніше, демонструється о 18:10.
30 квітня 2009 року СТБ повторно показав всі серії 1—4 сезонів. Прем'єра 5 сезону відновилася 1 жовтня 2009 року. Після закінчення 5 сезону 12 листопада 2009, серіал було замінено іншою медичною драмою, «Анатомією Ґрей», пілотна серія якої, мала навіть вищий рейтинг за фінальну серію п'ятого сезону Хауса. Щоправда, «Анатомія Ґрей» швидко втратила рейтинг і на момент запуску каналом-конкурентом 1+1 телесеріалу "Теорія брехні" 16 листопада 2009 року, серіал мав більш ніж вдвічі нижчі рейтинги ніж середній рейтинг серіалу "Доктор Хаус" у цьому ж тайм-слоті. На той час серіал Доктор Хаус був чи не єдиним іноземним неросійським телесеріалом який закуповується СТБ майже відразу після оригінального прем'єрного показу. Незважаючи на постпраймівську політику показу СТБ, п'ятий сезон серіалу мав дуже гарні рейтинги. Протягом певного періоду у 2009 році, серіал навіть мав більші рейтинги за прайм-таймові проекти телеканалу, а 10 березня 2009 року серіал став лідером слоту серед усіх телеканалів українського ефіру.
Шостий сезон стартував на СТБ у жовтні 2010 року. Починаючи з шостого сезону графік трансляції був змінений наступним чином: з понеділка по четвер о 22:25; у неділю з 21:15 до першої ночі повторюються всі серії за тиждень.
Сьомий сезон стартував на СТБ у вересні 2011 року. Восьмий сезон стартував на СТБ восени 2013 року.

#### Українська озвучка ICTV / СТБ
Як переклад, так і озвучення серіалу викликало численні суперечки, тезисно які можна викласти так[джерело?]:
- Ґреґорі Хаус доктор медицини, тому він не може називатися лікарем (це нижчий ступінь);
- Хаус і Кадді спілкуються на «Ви», але це не є логічним, через їх манери і тексти діалогів;
- Юрій Гребельник не зміг передати інтонації свого героя, його емоції, а саме: сарказм, іронію, цинізм і мізантропію;
- в озвученні задіяно занадто мало акторів;
- існують фактичні помилки перекладу.

Після дебатів, керівництво каналу вирішило переозвучити серіал починаючи з другого сезону. Новий переклад викликає набагато менше нарікань. «Голосом» Ґреґа все ж залишився Юрій Гребельник, всі інші чоловічі ролі — Юрій Ребрик, жіночі — Тетяна Зіновенко; режисер озвучення — Луїза Попова. Сам переклад виконали штатні співробітники телеканалу СТБ.

### Українська озвучка UATeam
Через переривання показу серіалу після 6 сезону, за нього вирішила взятися студія «Омікрон» на замовлення UATeam, яка повністю переклала й озвучила 6, 7 та 8 сезони українською. Їх багатоголосе озвучення стає доступним для завантаження з торент-трекеру, а також для перегляду онлайн менш, ніж за 20 годин після виходу епізодів на Fox у США. В інтерпретації «Омікрону» Ґреґорі Хаус розмовляє голосом Євгена Малухи.

### «Доктор Хаус» в українській масовій культурі
СТБ намагалися запросити Г'ю Лорі в журі талант-шоу «Україна має талант». Про це в блозі, присвяченому показу телесеріалу Доктор Хаус на СТБ, повідомила керівниця відділу бренд-маркетингу каналу Вікторія Волонтирець. За словами пані Вікторії, гонорари російських зірок, не набагато менші, а часом і такі самі, як у їхніх «західних» колег. Сам же Лорі отримує за кожний епізод драми 400 000 американських доларів.
7 липня 2010 року вийшла книга «Феномен доктора Хауса. Правда і вимисел у серіалі про геніального діагноста» видавництва «Країна Мрій», упорядниками якої стали Андрій Кокотюха та Євгенія Захватова. Деякі цитати пана Андрія щодо книги:
| | — Як і чому виникла ідея написання книги «Феномен Доктора Хауса»? Чи не здається Вам, що Ви просто долучаєтеся до чужої слави? Адже, напевно, таку книжку значно легше продати... — Я не продаю цю книжку. Я продав рукопис. Але виникла можливість поділитися своїми думками про масову культуру, її важелі, засоби впливу на суспільство і зробити це можна було на прикладі якісного та успішного продукту маскультури під назвою «Доктор Хаус». |
| — Андрій Кокотюха, «Книгарень в Україні має бути стільки, скільки виборчих дільниць», «Главред» 25 листопада 2010 року | |

| | — …порівняно з художніми книжками ті тиражі були в 5 разів більше. Але це замовлення нашого суспільства, навіть не видавництва, яке ситуативно продало це і ситуативно збагатилося. Спішу повідомити: на щастя, вже більше року, як ринок політичної літератури здувся, бо українцям нарешті стало нецікаво платити гроші за такі книжки. Отже, зникли і видавничі замовлення. Натомість цікавить «Хаус» — ура! — який на прилавках не залежується — два рази «ура»! |
| — коментар Андрія Кокотюхи до публікації Отара Довженко, Доктор Хаус імені Тімірязєва, «Телекритика» 30 серпня 2010. | |